# Schismatoclada villiflora
Schismatoclada villiflora là một loài thực vật có hoa trong họ Thiến thảo. Loài này được Homolle ex Cavaco miêu tả khoa học đầu tiên năm 1964.